# Аккудук (Мангистауская область)
Аккудук (каз. Аққұдық) — село в Каракиянском районе Мангистауской области Казахстана. Входит в состав Сенекского сельского округа. Находится примерно в 105 км к юго-востоку от города Жанаозен, административного центра района. Код КАТО — 474249200.

## Население
В 1999 году население села составляло 270 человек (128 мужчин и 142 женщины). По данным переписи 2009 года, в селе проживало 255 человек (143 мужчины и 112 женщин).